# Gustav Goes
Gustav Goes (* 20. April 1884 in Bamberg; † 29. Mai 1946 in Rybinsk) war ein deutscher Schriftsteller und Archivar.

## Leben
Gustav Goes studierte in München und Marburg und wurde im Jahr 1906 in das Corps Bavaria rezipiert. Nach dem Studium ging er zum Militär und war ab 1907 Soldat in Bamberg. Den Ersten Weltkrieg erlebte er als Adjutant eines hohen Offiziers und war danach ab 1919 in Potsdam stationiert, wo er in der kriegsgeschichtlichen Abteilung des Großen Generalstabes eingesetzt war. Als der Große Generalstab 1920 aufgelöst wurde, nahm Goes im Range eines Hauptmanns seinen Abschied und wechselte in das Reichsarchiv in Potsdam, wo er später den Titel eines Oberheeresarchivrates erwarb. 1938 war er gemeinsam mit Autoren wie Walter Bloem und Anton Bossi Fedrigotti Teilnehmer des auf Schloss Buderose veranstalteten sogenannten Reichsfrontdichtertreffens, das von Jürgen Hahn-Butry initiiert worden war. Goes nahm auch am Zweiten Weltkrieg teil und starb in einem sowjetischen Kriegsgefangenenlager.

## Werk
Er schrieb zunächst Märchen und Erzählungen, nach dem Erfolg seines phantastischen Märchenromans Das verschlossene Buch verlegte er sich jedoch auf Militärfachbücher, den Thingspielen nahestehende Stadionspiele und patriotische Bühnenwerke.
In Das verschlossene Buch, dessen Handlung große Ähnlichkeiten zur viel später entstandenen Unendlichen Geschichte von Michael Ende aufweist, erzählt ein dreizehnjähriger Junge von seinen regelmäßigen Besuchen bei seinem Großvater in dessen Apotheke. Bei diesen Gelegenheiten liest ihm der Apotheker aus einem sehr alten, verschließbaren Buch vor. Selbst in dem Buch zu lesen, ist dem Jungen verboten. Als er es dennoch eines Tages tut, wird er in das Buch hineingezogen und so, mit einem neuen Namen ausgestattet, zu einem Teil der darin erzählten Geschichte. Er gerät unter den Einfluss des finsteren Zauberers Hagan, der ein Ewiger Wanderer ist und den Jungen nicht nur als seinen Troßknaben einsetzt, sondern ihn auch – unter einem wieder anderen Namen – verwendet, um die Gunst Alisas zu gewinnen, der Prinzessin von Alcandar. Nach zahlreichen phantastischen Abenteuern, die auch einen Flug auf einem Greifen, einen Besuch in der Welt der Mikroorganismen und das schließliche Scheitern der Pläne des Zauberers umfassen, gelangt der Junge wieder aus dem Buch zurück in das Haus des Großvaters.
Gustav Goes Schauspiel „Aufbricht Deutschland. Ein Stadionspiel der nationalen Revolution“ wurde am 13. Mai 1933 anlässlich des zehnjährigen Jubiläums des Bundes Königin Luise im Potsdamer Luftschiffhafen mit 2.500 Darstellerinnen und Darstellern aufgeführt. Die Leitung hatte der Intendant des Potsdamer Schauspielhauses Kurt Pehlemann inne.

## Bibliografie (Auswahl)
- Ins Märchenland. H. Klemm, Berlin-Grunewald 1922 (Deutsche Märchenbücherei; 12).
- Im Wunderreiche des Bergkönigs. Ein Märchenbuch. H. Klemm, Berlin-Grunewald 1922 (Deutsche Märchenbücherei; 13).
- Märchengeister. H. Klemm, Berlin-Grunewald 1923 (Deutsche Märchenbücherei; 14).
- Das verschlossene Buch. Eine phantastische Erzählung. H. Klemm, Berlin-Grunewald 1923. [Neu-Ausgabe von Evelyn Felderbach: Das verschlossene Buch, neu erzählt nach dem phantastischen Roman von Gustav Goes. Smaragd-Verlag, Woldert 2001, ISBN 3-934254-30-6.]

- Soldaten-Herz. Ein Kriegsskizzenbuch. Frundsberg-Verlag, Magdeburg 1926.
- H. K. (Hartmannsweiler Kopf): das Schicksal eines Berges im Weltkriege. Berlin, Verl. Tradition Kolk 1930 (Unter dem Stahlhelm; 2).
- Bamberg. Deutsche Stadt der Wunder und Träume. St.-Otto-Verlag, Bamberg 1930.9.
- Kemmel: Sturm und Sterben um einen Berg. Tradition Kolk, Berlin 1932 (Unter dem Stahlhelm; 5).
- Aufbricht Deutschland! Stadionspiel der nationalen Revolution. Tradition Kolk, Berlin 1932.
- Der Tag X. Die große Schlacht in Frankreich. Verlag Tradition Kolk, Berlin 1933 (Unter dem Stahlhelm; 7) (Digitalisat).
- Opferflamme der Arbeit. Ein Freilichtspiel Traditions-Verlag, Berlin 1934.
- Wehrhaft Volk: 1914–1918. 2 Bde., Traditions-Verlag Kolk, Berlin 1935.
- Frontsoldaten: Ein Freilichtspiel. Kolk, Berlin 1935.
- Die Hunnenschlacht: Schauspiel in 3 Akten. Kolk, Berlin 1936.
- Das Heldenlied des Weltkrieges. Bd. 3: Chemin des Dames. Hanseatische Verlags-Anstalt, Hamburg 1938.
- Die Trommel schlug zum Streite... Ernstes und Heiteres aus dem Kriege. Eher, München 1940 (Soldaten – Kameraden!; 15).